# Irscher Burg
Die Irscher Burg ist eine Burg in Trier im Stadtteil Irsch. Bei der Burg handelt es sich um die ehemalige Propstei der  Abtei St. Martin in Trier, sie befindet sich in der gleichnamigen Straße.

## Geschichte
Die Anfänge der Irscher Burg reichen bis ins 16. Jahrhundert zurück. Damals war sie auch Gutshof der Abtei St. Martin. Ab der Zeit des Barock wurde hier im sogenannten Gerichtshaus Recht gesprochen, weil dem Propst als Verwalter der Pfarrei auch die Gerichtsbarkeit oblag.
Die Burg ist erst seit 1803 im Besitz der Kirchengemeinde. Seinerzeit wurde im Rahmen der Säkularisation das Kloster aufgelöst. Seit dieser Zeit diente sie als Pfarrhaus. Damals stand die 1833 wegen Baufälligkeit abgerissene Irscher Kirche noch anstelle des heutigen Friedhofs. Von der alten Kirche ist nur noch der Kirchturm erhalten. Seit 1834 befindet sich die Kirche in der ehemaligen Zehntscheune der Burg.
Die Denkmalpflege des Areals wird seit Mai 2011 vom Irscher Burg-Verein e. V. durchgeführt, der sich auch dem Erhalt der Pfarrkirche St. Georg sowie des Irscher Friedhofs widmet.

## Architektur
Es handelt sich um ein Ensemble aus einem großen Hof, der von Gräben und Mauern umgeben ist. Das spätmittelalterliche Burghaus ist dreigeschossig und verfügt über einen Wohnturm aus dem Jahr 1587 bzw. 1717. Nebenan befinden sich ein zweigeschossiger Wohnflügel sowie zweigeschossiger Anbau, das sogenannte Gerichtshaus, beide aus den mittleren 18. Jahrhundert.  Ab der Zeit des Barock wurde hier Recht gesprochen, weil dem Propst als Verwalter der Pfarrei auch die Gerichtsbarkeit oblag.
Zur Burganlage zählen verschiedene Wirtschaftsgebäude. Die Burg ist durch eine alte Umfassungsmauer mit Torbögen aus den Jahren 1766–1768 umgeben.

## Veranstaltungen
Die Wiese vor der Burg wird für Feste und Veranstaltungen genutzt.